# Chiesa di San Martino (Terenzo)
La chiesa di San Martino è un luogo di culto cattolico dalle forme tardo-romaniche e neoclassiche, situato in strada Marzano-Bosso a Marzano, frazione di Terenzo, in provincia e diocesi di Parma; è sussidiaria della parrocchiale dell'Annunciazione di Maria Vergine e di San Martino di Lesignano Palmia e fa parte della zona pastorale della Montagna.

## Storia
Il luogo di culto fu edificato in epoca medievale; la cappella fu citata per la prima volta nel 1230 nel Capitulum seu Rotulus Decimarum della diocesi di Parma tra le dipendenze della pieve di Bardone.
Nel 1394 il tempio fu intitolato a san Martino.
Nel 1564 la chiesa fu elevata a sede parrocchiale autonoma.
Tra il 1755 e il 1778 gli interni furono modificati con la costruzione di una piccola cappella dedicata alla Madonna.
Nel 1873 fu edificato in adiacenza alla chiesa il campanile.
Tra il 1919 e il 1950 il luogo di culto fu sottoposto a significativi interventi di restauro, durante i quali fu anche costruita la canonica.
Nel 1986 la parrocchia di San Martino fu unita a quella dell'Annunciazione di Maria Vergine di Lesignano Palmia.

## Descrizione

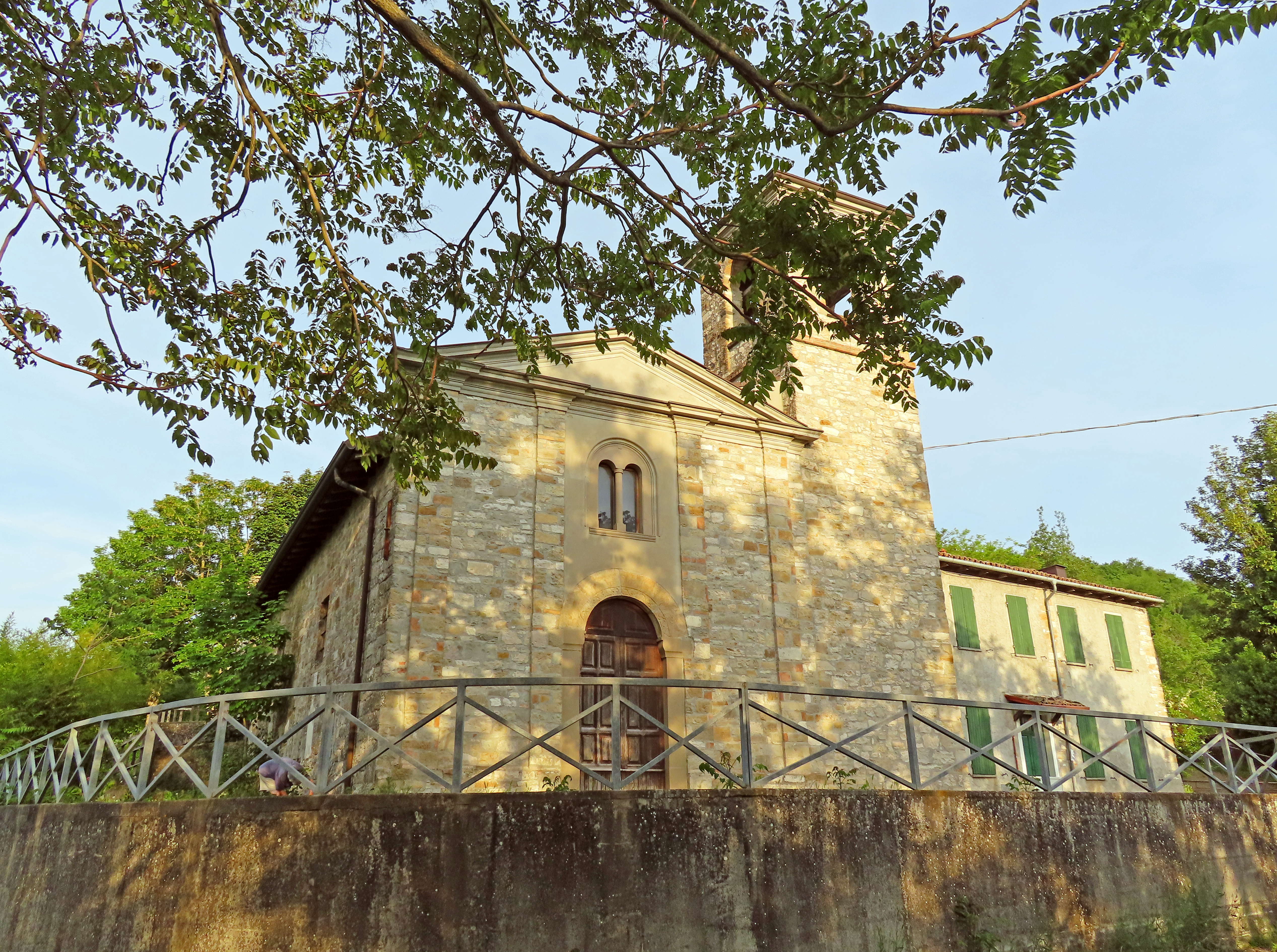
Facciata e lato nord

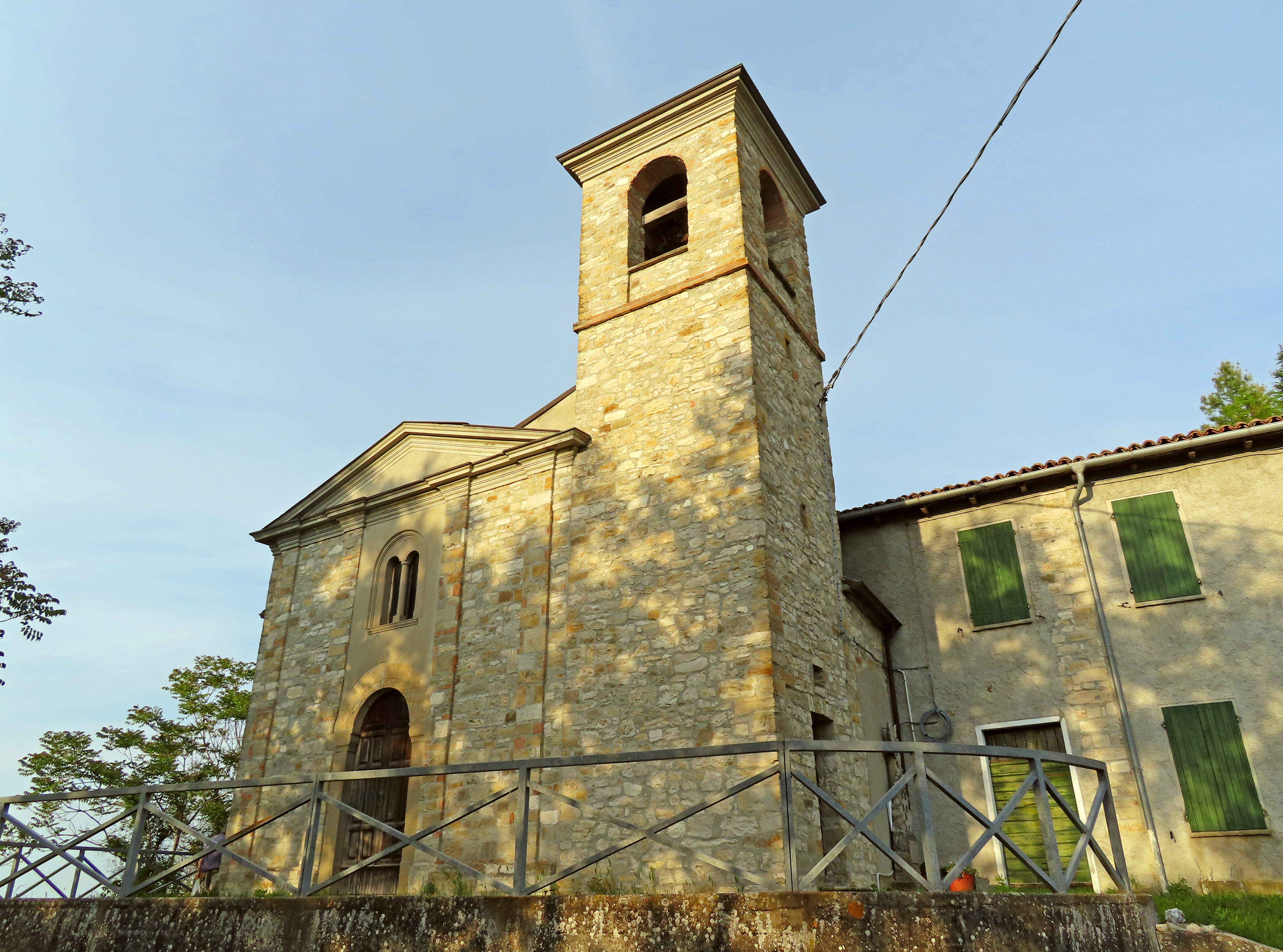
Facciata

La chiesa si sviluppa su un impianto a navata unica affiancata da una piccola cappella sulla destra, con ingresso a ovest e presbiterio a est.
La simmetrica facciata a capanna, quasi interamente rivestita in pietra a maglia irregolare, è tripartita verticalmente da quattro lesene, coronate da capitelli dorici; al centro è collocato il portale d'ingresso ad arco a tutto sesto, delimitato da due piedritti sormontati da capitelli a sostegno dell'archivolto duecentesco romanico; più in alto si apre una bifora a tutto sesto, scandita da una colonnina; in sommità si staglia un frontone triangolare intonacato, con cornice in aggetto.
Sulla destra si eleva, in continuità col prospetto, il campanile in pietra, con accesso dal lato destro; la cella campanaria si affaccia sulle quattro fronti attraverso ampie monofore ad arco a tutto sesto.
Il fianco sinistro è illuminato da alcune finestre disposte senza un ordine regolare.
All'interno la spoglia navata, pavimentata in cotto e coperta da una serie di capriate lignee, è affiancata da pareti intonacate prive di decorazioni.
Il presbiterio, lievemente sopraelevato, accoglie l'altare maggiore a mensa in pietra scolpita, aggiunto tra il 1970 e il 1980.
La chiesa conserva un'acquasantiera duecentesca in arenaria, decorata con altorilievi raffiguranti due pesci, e una statua seicentesca rappresentante la Madonna dei sette dolori.